# Шарська міська адміністрація
Ша́рська міська адміністрація (каз. Шар қаласы әкімдігі, рос. Шарская городская администрация) — адміністративна одиниця у складі Жарминського району Абайської області Казахстану. Адміністративний центр — місто Шар.
Населення — 7223 особи (2021; 9112 у 2009, 11658 у 1999, 14521 у 1989).
Станом на 1989 рік існували Чарська міська рада (місто Чарськ, селище Суирли), Октябрська селищна рада (смт Октябрський), Кошецька сільська рада (села Караш, Кошек, Підхоз) та Кезенсуська сільська рада (села Кезенсу, Кизилжетек) колишнього Чарського району. 1998 року до складу адміністрації була включена територія ліквідованих Кошецького сільського округу (села Караш, Кошек, Підхоз) та Кезенсуського сільського округу (село Кезенсу), а також Єспенської селищної адміністрації (селище Єспе). Села Караш, Кизилжетек було ліквідовано 2007 року, селища Роз'їзд 7, Кизилшар — 2009 року, село Єспе, селище Роз'їзд 6 — 2013 року.

## Склад
До складу округу входять такі населені пункти:
| Населений пункт               | Старі назви | Населення, осіб (1989) | Населення, осіб (1999) | Населення, осіб (2009) | Населення, осіб (2021) |
| ----------------------------- | ----------- | ---------------------- | ---------------------- | ---------------------- | ---------------------- |
| Єспе, село                    | Октябрський | 783                    | 385                    | 44                     | -                      |
| Кезенсу, село                 | -           | 1305                   | 592                    | 313                    | 154                    |
| --Роз'їзд 6, станційне селище | -           | -                      | 40                     | 28                     | 2                      |
| Кизилжетек, село              | Кизил-Жатек | 529                    | 99                     | -                      | -                      |
| Кизилшар, станційне селище    | Кизил-Шар   | -                      | 20                     | 10                     | -                      |
| Кошек, село                   | -           | 873                    | 564                    | 271                    | 152                    |
| --Караш, село                 | -           | 99                     | 47                     | 1                      | 1                      |
| Роз'їзд 7, станційне селище   | -           | -                      | 30                     | 23                     | -                      |
| Сариарка, село                | Підхоз      | 319                    | 319                    | 204                    | 135                    |
| Суирли, село                  | -           | 185                    | 80                     | 62                     | 60                     |
| Шар, місто                    | Чарськ      | 10428                  | 9482                   | 8156                   | 6719                   |